# Castello Ducale (Carpineto Sinello)
Das Castello Ducale, auch Palazzo Ducale Bassi-D’Alanno, ist eine Höhenburg am höchsten Punkt der italienischen Gemeinde Carpineto Sinello in der Provinz Chieti.

## Geschichte
Die ursprüngliche Anlage stammt aus dem 14. Jahrhundert und wurde im 16. und im 18. Jahrhundert umgebaut. Die Festung, Wohnhaus der Lehnsherren, nahm allmählich als befestigter Palast Gestalt an, bis Michele Bassi nach seinen Bedürfnissen Veränderungen an dem Palast durchführen lassen wollte. Das Gebäude wurde um einen schon existierenden, mittelalterlichen Turm mit quadratischem Grundriss herum errichtet.
Im 18. und 19. Jahrhundert gehörte die Burg den Familien Bassi und D’Alanno zusammen mit den Valignanis aus Chieti.
Heute ist die Anlage nach Jahren der Vernachlässigung in Restaurierung, aber die Arbeiten ruhen aus ökonomischen und bürokratischen Gründen seit 2011.

## Beschreibung
Diese wichtigste Sehenswürdigkeit des Dorfes mit mittelalterlichem Ursprung findet sich in der Via Salita Castello auf dem Gipfel eines Hügels, zusammen mit der Kapelle des Heiligen Michael, der heutigen Pfarrkirche von Carpineto Sinello.
Die Anlage setzt sich aus verschiedenen, vereinigten Bauwerken zusammen, darunter der Turm mit angeschrägten Mauern, der Palast und ein Innenhof. Die eingesetzten Baumaterialien sind Kalk- und Sandstein. Im Palast gibt es Wandmalereien sowie Verzierungen in Stuck am Gesims auf der Hofseite. Die Südseite ist im oberen Bereich durch ein Gesims horizontal geteilt. Auf dieser Seite sind ein Geschütz und einige Stuckverzierungen in Form von Engeln erhalten. In den Innenhof gelangt man über eine Rampe; einige Räume, die früher als Ställe dienten, zeigen zum Innenhof und durch ein großes Tor gelangt man in den eigentlichen Hof.